# Dedovsk
Dedovsk è una cittadina della Russia europea centrale (oblast' di Mosca), situata 38 km a ovest della capitale; era amministrativamente compresa nel distretto di Istra.
Menzionata nelle cronache a partire dall'anno 1573, come villaggio agricolo con il nome di Dedovo; negli anni 1911-1913 venne costruito uno stabilimento tessile, al quale fu annesso un nuovo insediamento chiamato Dedovskij, che con il tempo assorbì il preesistente villaggio di Dedovo. Nel 1940 l'intero insediamento venne promosso al rango di città.
Dedovsk è ai giorni nostri un piccolo centro industriale.

## Società

### Evoluzione demografica
Fonte: mojgorod.ru
- 1926: 2.500
- 1939: 13.500
- 1959: 19.500
- 1979: 29.600
- 1989: 30.700
- 2002: 27.662
- 2007: 27.800